# クラーク・スコールズ
クラーク・カリー・スコールズ (Clarke Currie Scholes、1930年11月25日 - 2010年2月5日) はアメリカの競泳選手。オリンピック金メダリスト。
1952年のヘルシンキオリンピックの100m自由形で金メダルを獲得した。1955年のパンアメリカン競技大会では100m自由形と4×100mメドレーで金メダルを獲得した。
1948年、レッドフォード高校の3年生の時、デトロイトシティリーグの50mと100m自由形で優勝した。その後ミシガン州立大学に入学し、大学のスポーツチーム、スパルタンズの競泳とダイビングチームに所属しNCAAの競技大会に出場した。コーチであるチャールズ・マッカリーのもと、100ヤード自由形において5度の全米チャンピオンと3度のNCAAチャンピオンに輝いた。
1980年に国際水泳殿堂入りを果たした。1992年にミシガン州立大学のスポーツ殿堂に最初に入る30人が表彰されたが、その内の1人であった。2008年にはミシガン州スポーツ殿堂入りも果たしている。これはミシガン州でプレーしたまたはミシガン州出身のプロアマのアスリートを表彰するものである。